# Idiocerus indistinctus
Idiocerus indistinctus är en insektsart som beskrevs av Hamilton 1985. Idiocerus indistinctus ingår i släktet Idiocerus och familjen dvärgstritar. Inga underarter finns listade i Catalogue of Life.